# イルティス (仮装巡洋艦)
イルティス (SMS Iltis) は第一次世界大戦時のドイツの仮装巡洋艦。
元はDDG Hansaのグーテンフェルス (Gutenfels) であり、1905年11月18日進水。1914年8月にポートサイドで抑留され、イギリス船Polavonとなった後、タンカーに改造されてTurritellaとなった。そして、インド洋で1917年2月27日に仮装巡洋艦ヴォルフにより拿捕されイルティスとなった。
イルティスは5.2cm砲1門と機雷25個を搭載され、3月4、5日夜にアデン沖に機雷を敷設したが、3月5日にイギリスのスループ、オーディン (HMS Odin) に発見されたため自沈した。

## 要目
- トン数：5.528トン
- 全長：135.2m
- 水線長：128.8m
- 速力：11ノット
- 兵装：5.2cm砲1、機雷25